# Gutzenmühle
Gutzenmühle ist ein Gemeindeteil der Gemeinde Haundorf im Landkreis Weißenburg-Gunzenhausen (Mittelfranken, Bayern). Gutzenmühle liegt in der Gemarkung Haundorf.

## Geographie
Die Einöde liegt ca. 8,5 km nordöstlich der Stadt Gunzenhausen, an der Bundesstraße 466 zwischen Obererlbach und Brand bei der Abzweigung der Kreisstraße WUG 22 nach Kalbensteinberg. Westlich liegt das Waldgebiet Mönchswald, östlich angrenzend fließt der Erlbach vorbei.

## Ortsnamensdeutung
Die Mühle ist nach einem frühen Besitzer namens Gutz/Guz benannt.

## Geschichte
Die Ersterwähnung erfolgte als „Ruln mul“ am Erlbach im Jahr 1344; Siegfried Gabler, Bürger zu Ornbau, verkaufte sie an das Kloster Heidenheim. In einem Salbuch des Klosters von 1402 ist wahrscheinlich von ihr als der „Gützenmüll“ die Rede. Um 1600 bis zum Ende des Alten Reiches gehörte die Mühle der Pfründstiftung Eschenbach. Vogtei- und steuermäßig unterstand sie dem dortigen Deutschordensamt, während die Hochgerichtsbarkeit vom Oberamt Gunzenhausen wahrgenommen wurde. Für 1687 ist überliefert, dass die Deutschordensmühle zu den 17 Haushalten der „Gemain Seittersdorff“ gehört.
1806 bayerisch geworden, wurde die Mühle 1808 dem Steuerdistrikt bzw. 1811 der Ruralgemeinde Kalbensteinberg im Landgericht/Rentamt Gunzenhausen zugewiesen. Der Wechsel von Kalbensteinberg zur Gemeinde Haundorf erfolgte 1824.
1818 wohnten sieben Personen in der Mühle. 1846 verzeichnete Eduard Vetter in seinem Statistischen Hand- und Adressbuch von Mittelfranken 1 Haus, 1 Familie, 6 Seelen, zur Pfarrei und Schule Gräfensteinberg. Gemäß einer Steintafel über dem Hauseingang wurde das heutige Mühlenwohngebäude aus Sandstein im Jahr 1857 von dem Müller J. M. Bogner errichtet.
1950 bewohnten zehn Personen das Mühlenanwesen, 1961 fünf Personen.